# Grande Siria

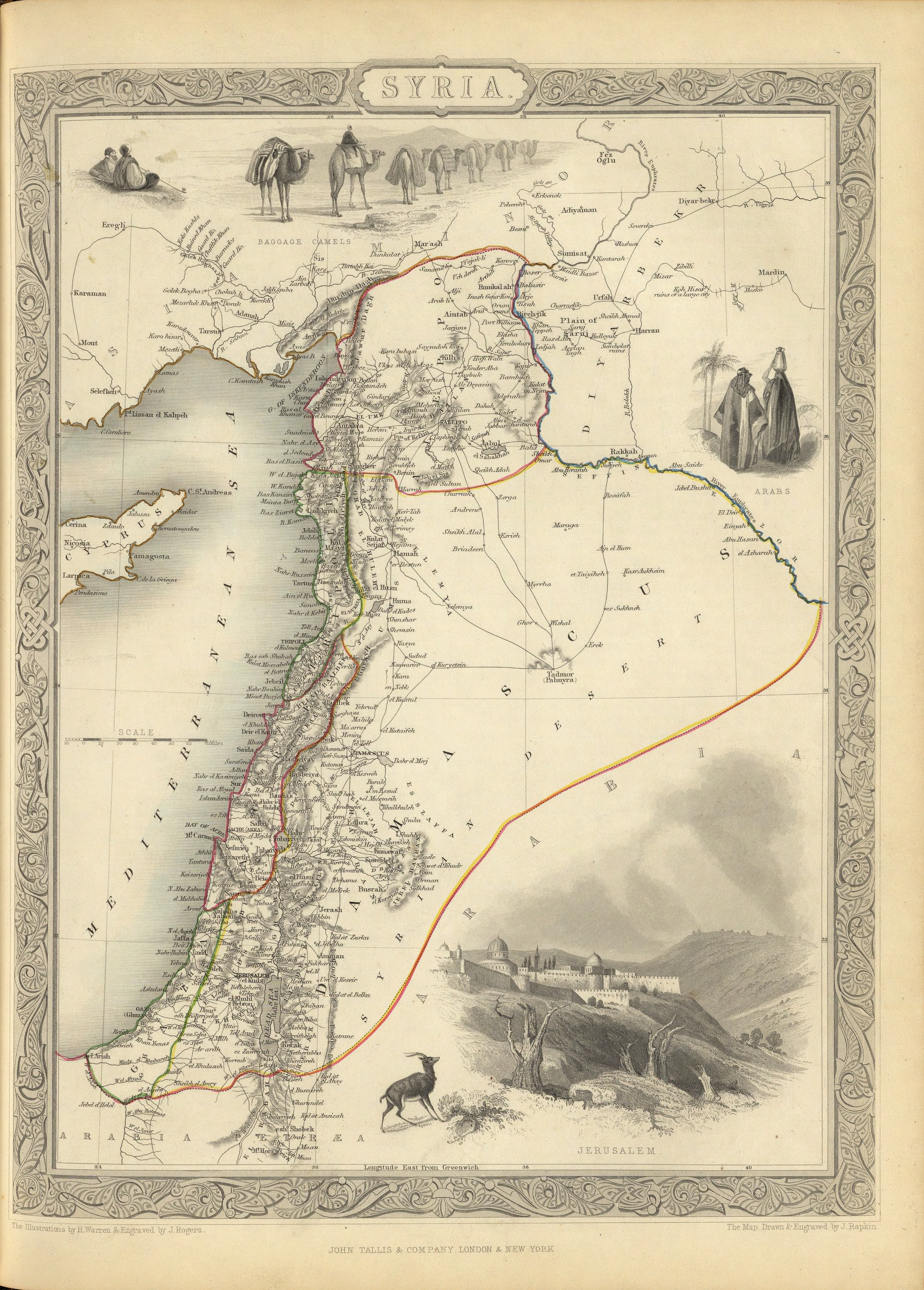
Mappa della Siria ottomana nel 1851

La Grande Siria (in arabo بلاد الشام‎?, Bilād al-Shām), da non confondere con la moderna Siria (in arabo سوريا‎?, Sūriyā), è una regione storica nel Vicino Oriente, confinante con il Mar Mediterraneo ad ovest, con il deserto siriano (od arabico) ad est, con l'Egitto a sud e con l'Anatolia a nord.

## Storia

### Antichità

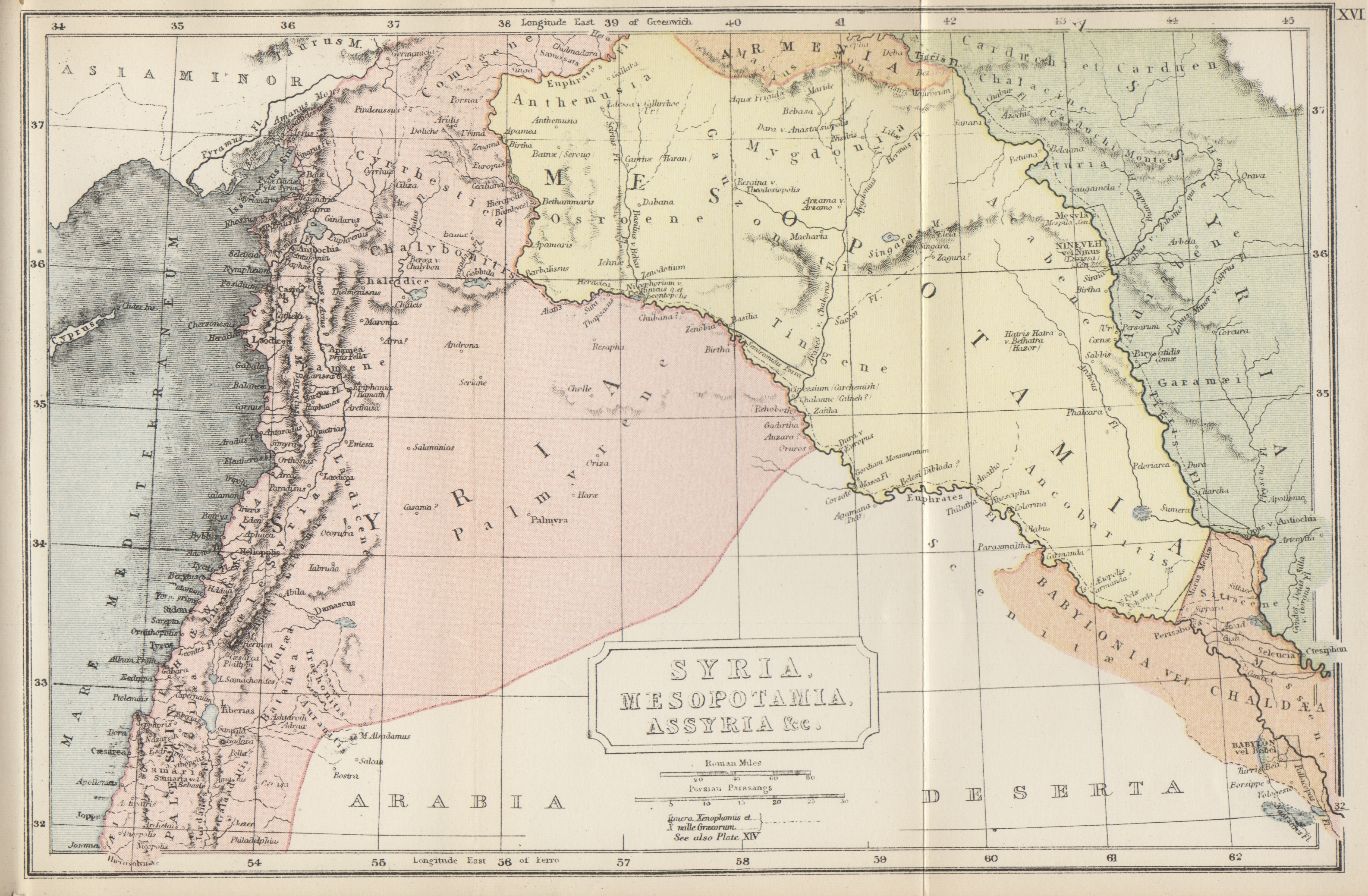
I confini della Siria (in rosa) definiti con le terre che vanno dalle montagne del Tauro in Asia Minore, verso l'Eufrate, al Sinai, escludendo la Mesopotamia superiore

Nel senso storico più antico, con il termine Siria ci si riferisce a tutto il Levante settentrionale, tra cui Alessandretta e l'antica città di Antiochia (capitale pre-islamica della Siria), od in senso esteso all'intero Levante con estremo meridionale l'Egitto, ma escludendo la Mesopotamia.
Prima dell'arrivo degli arabi, all'interno della "Grande Siria" la lingua parlata era l'aramaico e gli abitanti erano identificati come Siri. Il nome Siria è sinonimo di Aram.
Con la conquista araba del Levante nel VII secolo venne istituita la provincia di Bilad al-Sham, all'interno dei califfati.
Altre fonti indicano che il termine Grande Siria venne coniato durante il dominio ottomano, dopo il 1516, per designare l'area che includeva approssimativamente gli attuali Stati di Siria, Libano, Palestina e Giordania.

### Medioevo

La provincia abbaside di al-Shām nell'VIII secolo

Nel VII secolo, in cui si affermò il califfato degli Omayyadi di Damasco, l'area siro-libano-transgiordanico-palestinese era chiamata complessivamente Shām, impiegando un toponimo di origine molto antica per indicare l'area geografica e antropica che si estendeva a nord-ovest della penisola araba e che confinava a sud con l'Egitto ed a nord con la Cilicia bizantina.

### Età moderna

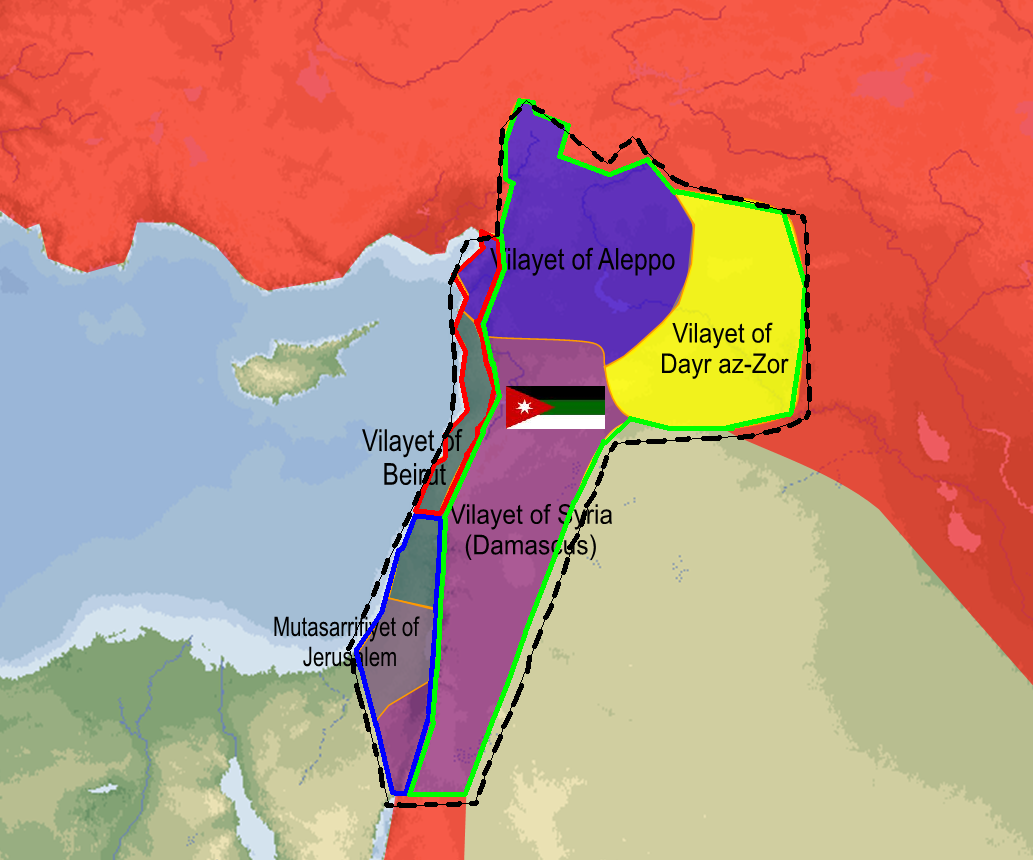
L'estensione auspicata del Regno Arabo di Siria nel 1919-1920

Dopo la prima guerra mondiale, in seguito alla rivolta araba, il capo nazionalista arabo Faysal proclamò un effimero Regno Arabo di Siria (1919-1920) su tutta la regione di al-Shām comprendente gli attuali Stati di Siria, Libano, Palestina, Israele e Giordania. Anche suo fratello Abdullah I di Giordania fu un sostenitore della Grande Siria sotto il governo hashemita. Tuttavia, il Regno Arabo di Siria fu abbattuto dalla Francia con la battaglia di Maysalun, e la regione fu successivamente spartita tra Francia e Regno Unito sotto forma di mandati della Società delle Nazioni (alla Francia spettò il mandato su Siria e Libano, al Regno Unito il mandato su Palestina e Transgiordania).

### Nazionalismo pan-siriano e proposte di unificazione

Antun Saadeh ed il SSNP la "Siria naturale unificata" corrisponde approssimativamente all'estensione massima dell'Impero neo-assiro

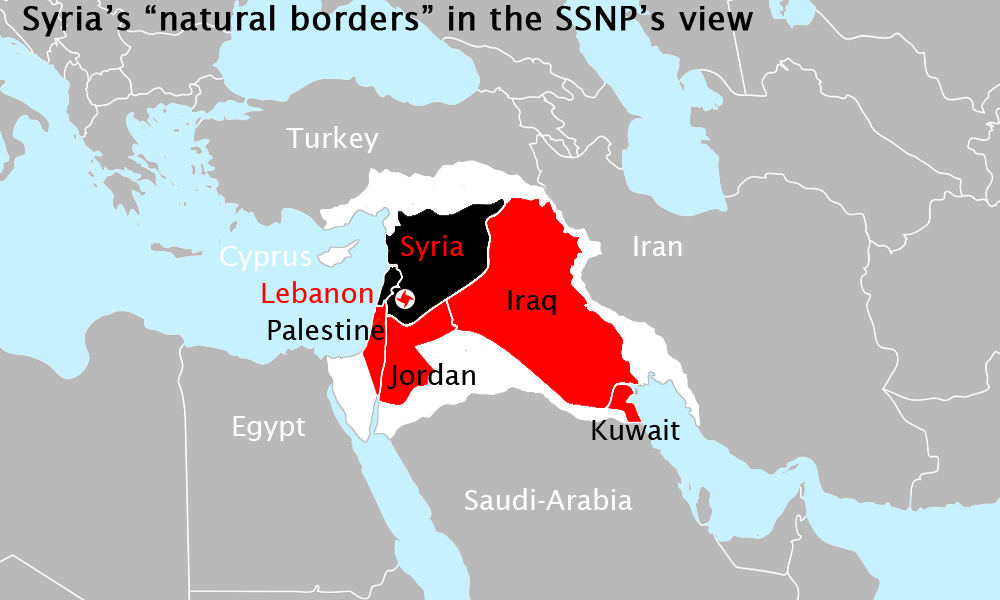
La Grande Siria secondo Saʿāda

Successivamente, il politico libanese Anṭūn Saʿāda, fondatore del Partito Nazionalista Sociale Siriano, sviluppò un'ideologia nazionalista pan-siriana dalle connotazioni irredentiste. Il concetto della Grande Siria fu ampliato da Saʿāda fino a comprendere l'Iraq e Cipro. Puntava a quelli che considerava i confini naturali della regione, che egli faceva giungere fino ai monti del Tauro a nord-ovest ed ai monti Zagros a nord-est, al canale di Suez ed il Mar Rosso a sud, ivi incluse la penisola del Sinai ed il golfo di Aqaba ad ovest, comprendendo l'isola di Cipro, raggiungendo il deserto arabico ed il Golfo Persico ad est.
Il progetto di Saʿāda fallì, ma l'idea di tornare a una Grande Siria anche in età contemporanea non è mai stata accantonata dai nazionalisti arabo-siriani ed arabo-libanesi, riaffiorando nelle denominazioni di non pochi movimenti politici e paramilitari.
Il nome è stato ripreso anche dall'organizzazione Jihādista dello Stato Islamico dell'Iraq e del Levante (in arabo الدولة الإسلامية في العراق والشام, al-Dawla al-'Islāmiyya fī l-'Irāq wa l-Shām).